# Nothopsyche intermedia
Nothopsyche intermedia är en nattsländeart som beskrevs av Martynov 1930. Nothopsyche intermedia ingår i släktet Nothopsyche och familjen husmasknattsländor. Inga underarter finns listade i Catalogue of Life.